# 滿名山

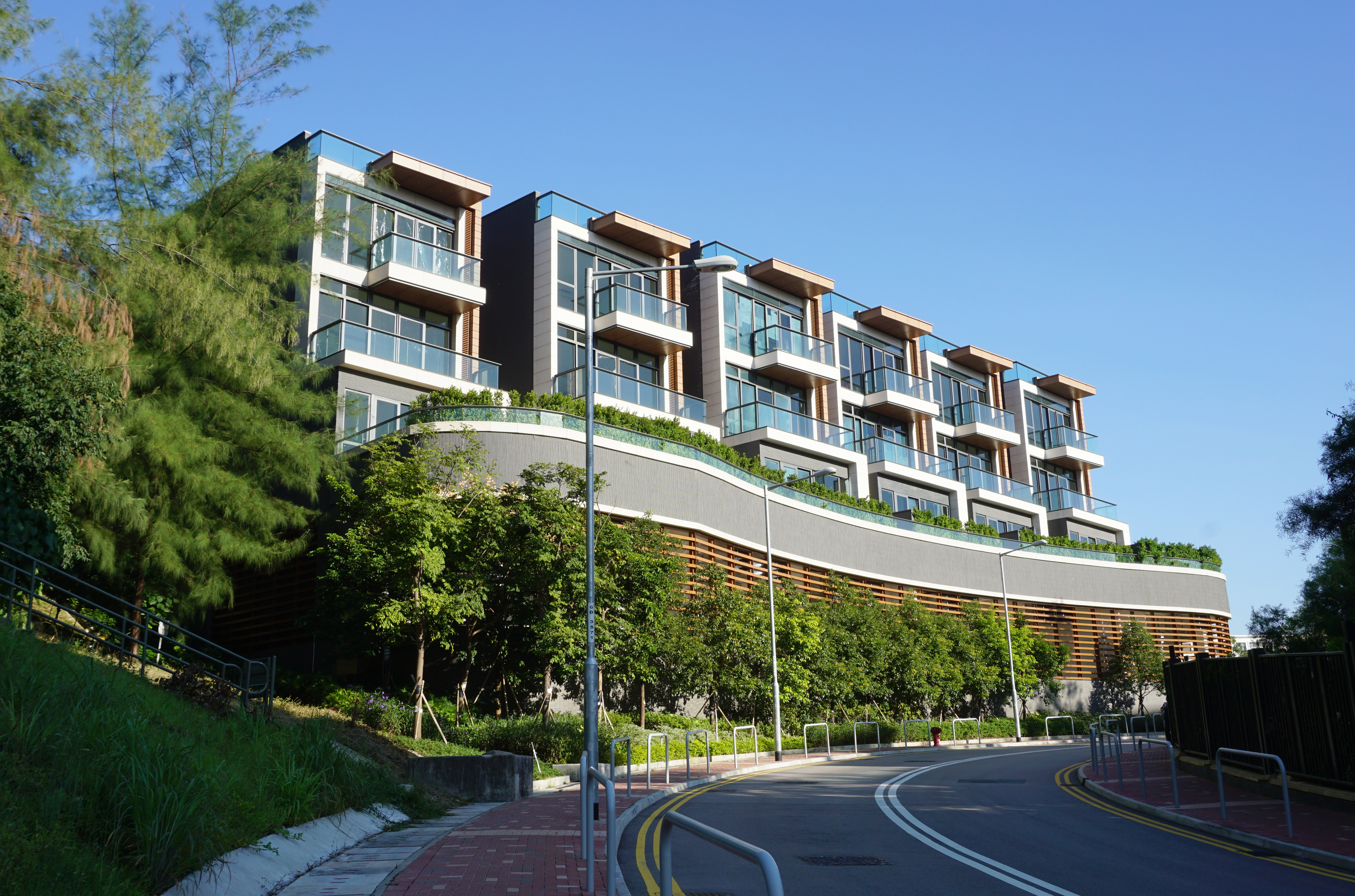
山庭

滿名山（英語：The Bloomsway），位於香港新界屯門區掃管笏青盈路18、28及29號的住宅項目，鄰近屯門公路和哈羅香港國際學校，由嘉里建設發展，並由呂元祥建築師事務所設計，中國海外房屋工程承建，在2015年11月開售，首批開售223伙折實平均呎價近港幣1.1萬元。到2018年3月陸續入伙，管理費分層每呎港幣4.5元，洋房每呎港幣5.4元。

## 物業設計
屋苑共提供1,100個單位，由開放式至4房，分層單位實用面積308至1,533方呎；洋房實用面積1,785至2,877方呎。
整個住宅細分為「滿庭」、「名庭」及「山庭」3個區域，各有獨立入口。滿庭圍繞着一個50米戶外泳池而建，設11座13至18層高的分層住宅，提供936伙，戶型由開放式至4房；名庭由9座7層高分層大廈組成，並設9幢洋房，共提供130伙，一律提供4房雙套；山庭由34幢洋房組成，採3房或4房間隔，面積1,785至2,865方呎。

## 設施
屋苑戶外及園林面積約45萬方呎，住客會所Club Blossom總面積逾6.07萬平方呎，設施主要位於「滿庭」，包括室外泳池、25米室內泳池、兒童嬉水設施、按摩浴池、蒸氣、桑拿浴室、燒烤場、餐廳「滿名軒」、宴會廳、室內多用途運動場、搖滾音樂室、24小時開放的健身室及瑜珈室、音樂室、親子園圃和佔地2000呎兒童遊樂場等。

## 交通

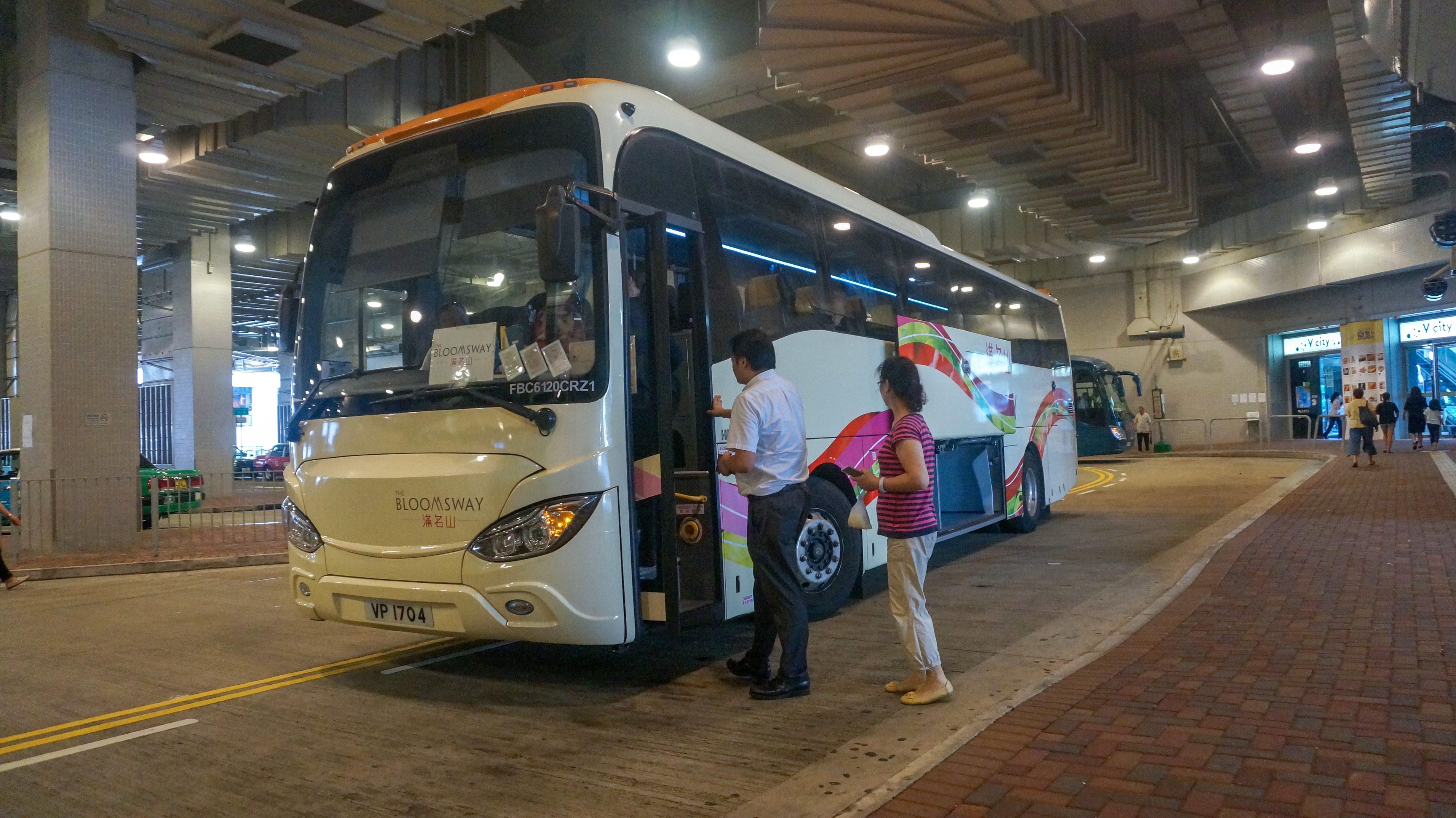
居民巴士NR770線，來往屯門站

由於滿名山交通不方便，因此發展商開辦了穿梭巴士，往來該屋苑和港鐵屯門站；然而屋苑車位相對單位數目比例約1:2.4，因此乘客明顯較少。發展商亦為住客提供單車租用服務、行山嚮導和健康講座等活動，並與AVIS合作，向住戶提供汽車租賃服務。

## 知名人士
- 譚嘉儀（已遷出）

## 興建圖像

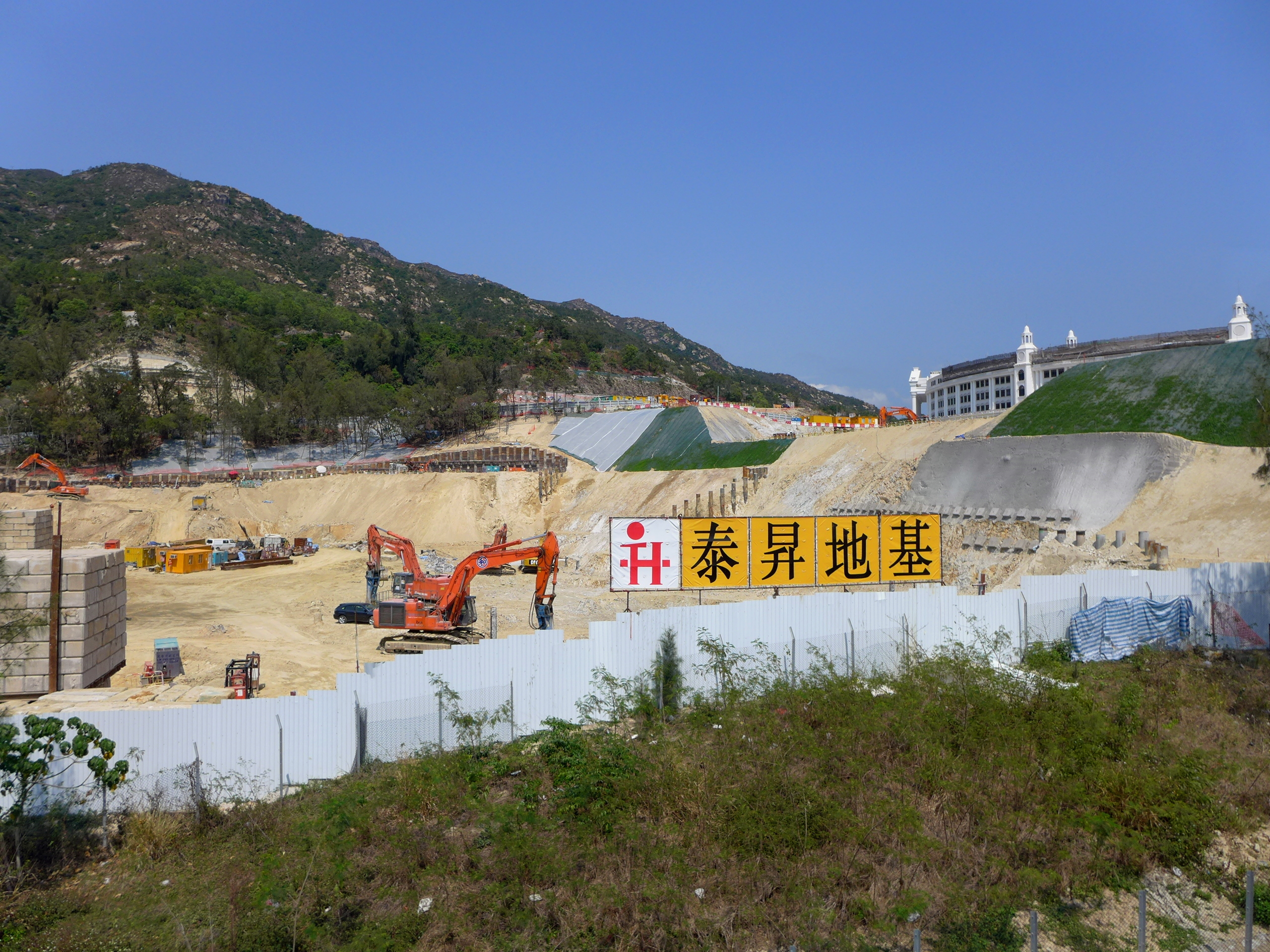
2014年3月
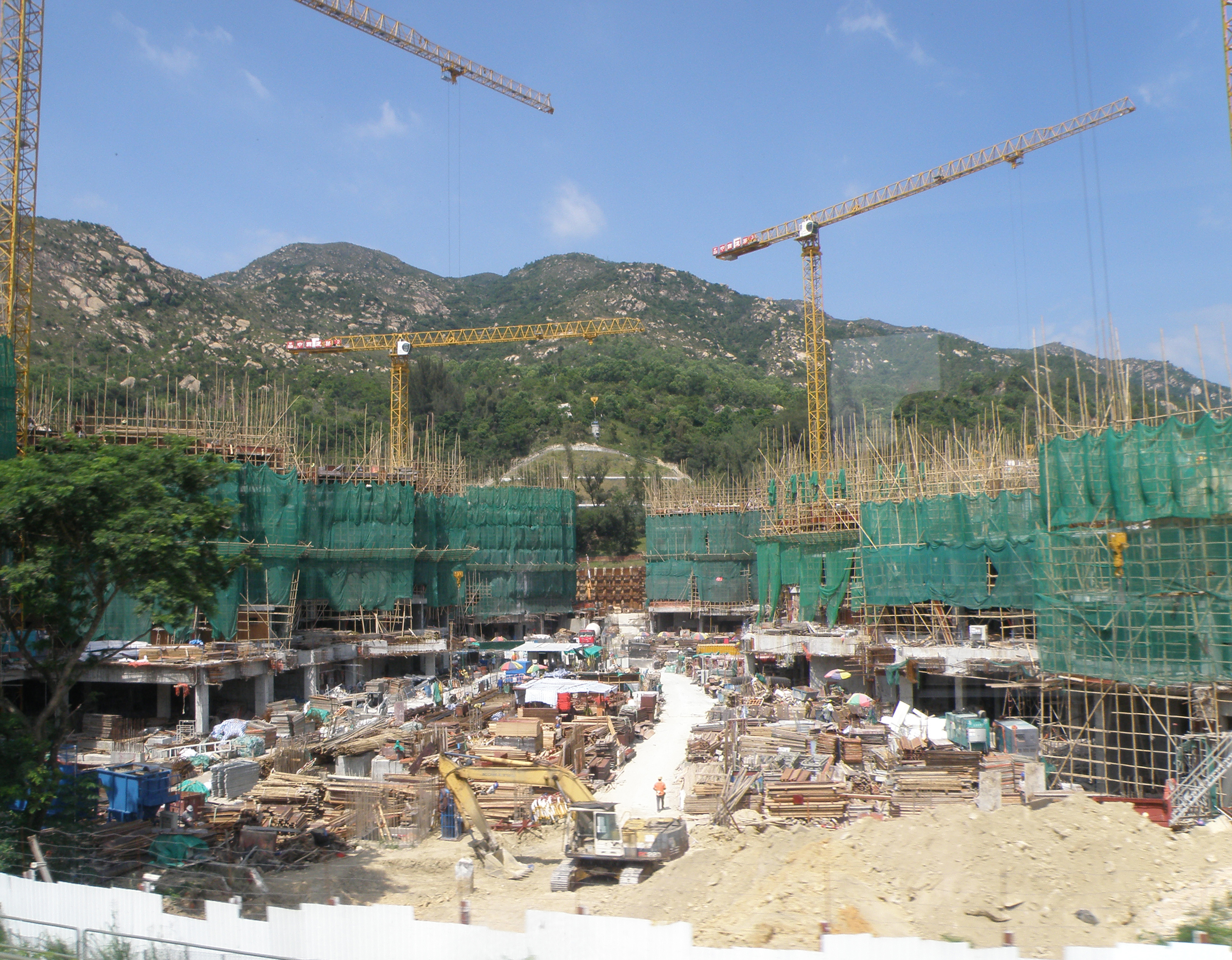
2015年9月
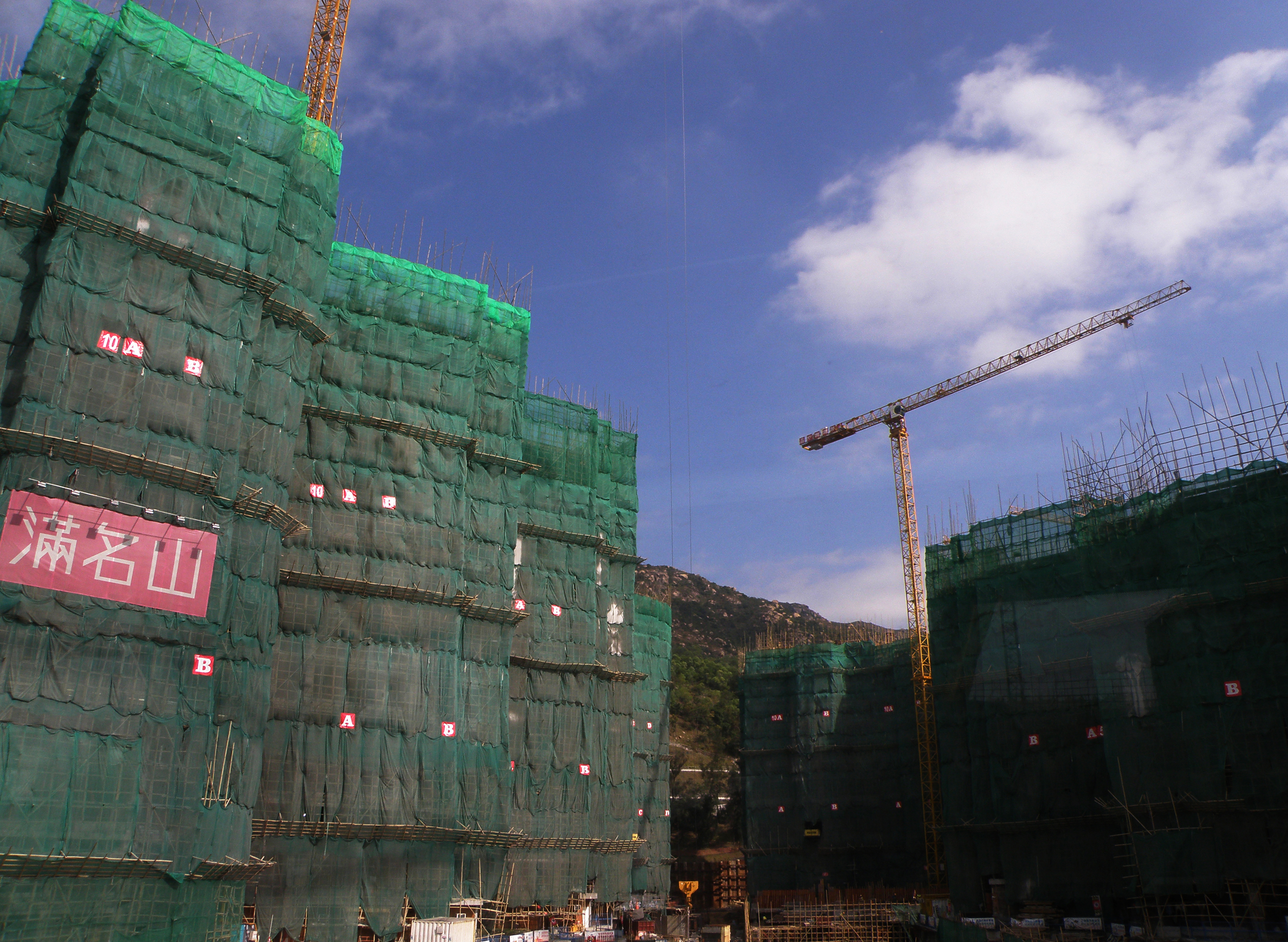
2015年12月
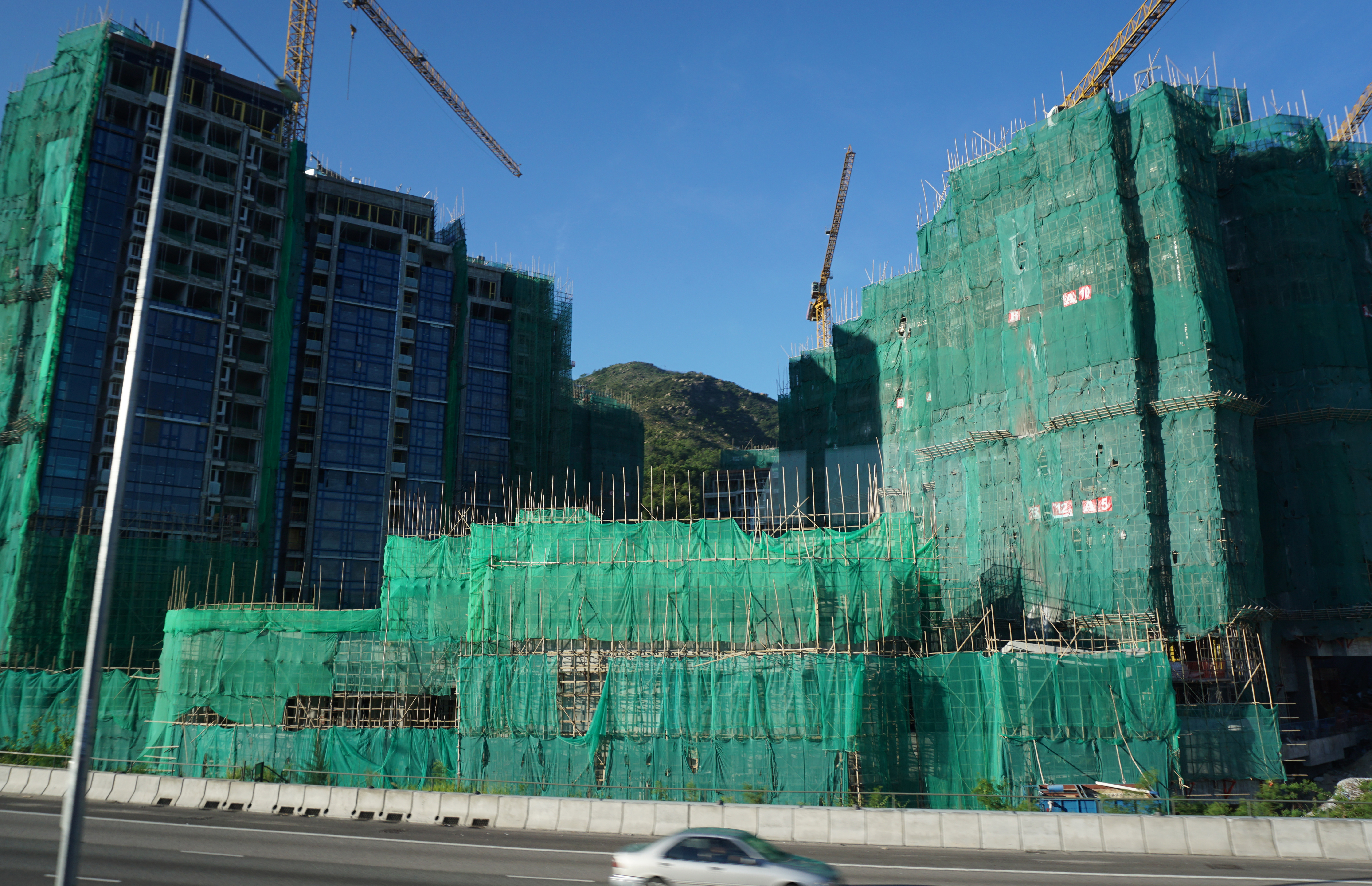
2016年7月

## 外部連結
- 滿名山網站